# Ангальт (княжество)

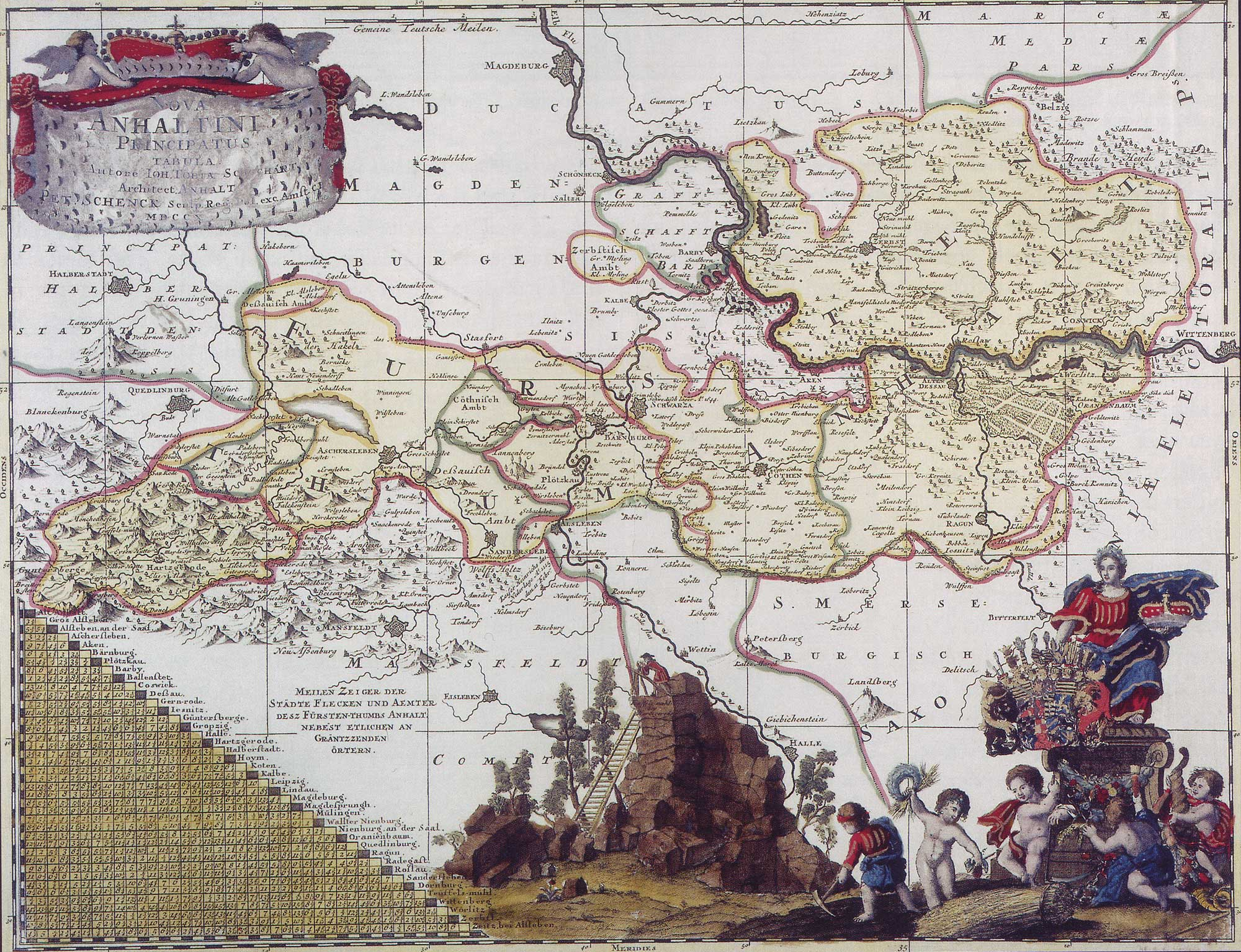
Княжество Ангальт. 1710

А́нгальт, или А́нхальт (нем. Anhalt) — историческое княжество на территории современной Германии в составе Священной Римской империи, возникшее в XI—XII веках под властью Асканиев. Своё название княжество получило по крепости Асканиев Ангальт недалеко от Гарцгероде. В свою очередь название рода восходит своими корнями к латинскому имени их резиденции в Ашерслебене (лат. Ascaria).

## История
В отсутствие примогенитуры государство неоднократно распадалось в результате наследственных разделов на несколько мелких государств, например, Ангальт-Ашерслебен, Ангальт-Бернбург, Ангальт-Дессау, Ангальт-Кётен, Ангальт-Цербст и другие.
Единое княжество Ангальт было восстановлено в 1570 году, но уже в 1603 году оно вновь распалось на Ангальт-Бернбург, Ангальт-Дессау, Ангальт-Кётен, Ангальт-Цербст (и в 1611 году — Ангальт-Плёцкау в результате раздела княжества Ангальт-Бернбург).
В 1665 году Ангальт-Плёцкауская княжеская линия получила во владение Ангальт-Кётен после угасания линии местных князей. Ангальт-Плёцкау в результате этого одновременно вернулся в состав Ангальт-Бернбурга.
В 1797 году после угасания правящей княжеской линии Ангальт-Цербст был разделён между остальными ангальтскими князьями.
В 1806 году князь Ангальт-Бернбурга получил от последнего императора Священной Римской империи Франца II право именоваться герцогом, в 1807 году статус герцогств также получили от Наполеона Ангальт-Дессау и Ангальт-Кётен, вступив 18 апреля 1807 года в Рейнский союз. По окончании Освободительных войн эти герцогства вошли в состав Германского союза. В 1863 году они были преобразованы в герцогство Ангальт.

## Литература

Герб